# Colombiers (Charente Marítim)
Colombiers és un municipi francès situat al departament del Charente Marítim i a la regió de la Nova Aquitània. L'any 2007 tenia 321 habitants.

## Demografia

### Població
El 2007 la població de fet de Colombiers era de 321 persones. Hi havia 126 famílies de les quals 32 eren unipersonals (20 homes vivint sols i 12 dones vivint soles), 35 parelles sense fills, 47 parelles amb fills i 12 famílies monoparentals amb fills.
La població ha evolucionat segons el següent gràfic:
Habitants censats

### Habitatges
El 2007 hi havia 164 habitatges, 128 eren l'habitatge principal de la família, 13 eren segones residències i 22 estaven desocupats. 160 eren cases i 2 eren apartaments. Dels 128 habitatges principals, 104 estaven ocupats pels seus propietaris, 22 estaven llogats i ocupats pels llogaters i 3 estaven cedits a títol gratuït; 1 tenia una cambra, 4 en tenien dues, 10 en tenien tres, 35 en tenien quatre i 78 en tenien cinc o més. 111 habitatges disposaven pel capbaix d'una plaça de pàrquing. A 55 habitatges hi havia un automòbil i a 70 n'hi havia dos o més.

### Piràmide de població
La piràmide de població per edats i sexe el 2009 era:
| Homes | Edats   | Dones |
| ----- | ------- | ----- |
| 0     | 95 o +  | 4     |
| 0     | 90 a 94 | 0     |
| 4     | 85 a 89 | 4     |
| 0     | 80 a 84 | 4     |
| 0     | 75 a 79 | 0     |
| 12    | 70 a 74 | 8     |
| 8     | 65 a 69 | 8     |
| 0     | 60 a 64 | 20    |
| 8     | 55 a 59 | 4     |
| 12    | 50 a 54 | 4     |
| 12    | 45 a 49 | 8     |
| 4     | 40 a 44 | 8     |
| 4     | 35 a 39 | 8     |
| 0     | 30 a 34 | 12    |
| 12    | 25 a 29 | 4     |
| 4     | 20 a 24 | 0     |
| 0     | 15 a 19 | 16    |
| 0     | 10 a 14 | 8     |
| 8     | 5 a 9   | 8     |
| 12    | 0 a 4   | 4     |

## Economia
El 2007 la població en edat de treballar era de 208 persones, 156 eren actives i 52 eren inactives. De les 156 persones actives 137 estaven ocupades (79 homes i 58 dones) i 19 estaven aturades (10 homes i 9 dones). De les 52 persones inactives 20 estaven jubilades, 22 estaven estudiant i 10 estaven classificades com a «altres inactius».

### Ingressos
El 2009 a Colombiers hi havia 129 unitats fiscals que integraven 340 persones, la mediana anual d'ingressos fiscals per persona era de 17.324 €.

### Activitats econòmiques
Dels 6 establiments que hi havia el 2007, 2 eren d'empreses de fabricació d'altres productes industrials, 1 d'una empresa de construcció, 2 d'empreses de serveis i 1 d'una entitat de l'administració pública.
L'únic servei als particulars que hi havia el 2009 era un guixaire pintor.
L'any 2000 a Colombiers hi havia 10 explotacions agrícoles que ocupaven un total de 483 hectàrees.

## Equipaments sanitaris i escolars
El 2009 hi havia una escola elemental integrada dins d'un grup escolar amb les comunes properes formant una escola dispersa.

## Poblacions més properes
El següent diagrama mostra les poblacions més properes.